# Cephalodiscus atlanticus
Cephalodiscus atlanticus är en djurart som tillhör fylumet svalgsträngsdjur, och som beskrevs av Bayer 1962. Cephalodiscus atlanticus ingår i släktet Cephalodiscus och familjen Cephalodiscidae. Inga underarter finns listade i Catalogue of Life.